# Gymnothorax kolpos
Gymnothorax kolpos är en fiskart som beskrevs av Böhlke och Böhlke, 1980. Gymnothorax kolpos ingår i släktet Gymnothorax och familjen Muraenidae. Inga underarter finns listade i Catalogue of Life.